# Organozwavelchemie
De organozwavelchemie is het deel van de organische chemie dat de chemische eigenschappen van organische verbindingen, met een covalente binding tussen een koolstof- en een zwavelatoom bestudeert. Veel organische zwavelverbindingen stinken, maar sommige behoren tot de zoetst-smakende bekende stoffen. In de levende natuur is het aantal organozwavelverbindingen groot, voor alle levensvormen is de aanwezigheid ervan essentieel: twee van de zogenaamde fundamentele 20 aminozuren, de aminozuren die nodig zijn voor de eiwitsynthese, behoren tot de organische zwavelverbindingen. Fossiele brandstoffen als steenkool, petroleum en aardgas bevatten, door hun ontstaan uit afgestorven organismen, organozwavelverbindingen. Het verwijderen van deze stoffen is een van de belangrijkste stappen in de olieraffinage.
Zwavel maakt deel uit van de zuurstofgroep van het periodiek systeem, wat een overeenkomst tussen de koolstof-zwavelchemie en de koolstof-zuurstofchemie doet vermoeden. Deze overeenkomst is slechts tot op zekere hoogte waar.
Een klassieke herkenningsreactie voor organozwavelverbindingen is een variant op de Carius-halogeenmethode.

## Groepen organozwavelverbindingen
Op grond van hun structuur kunnen de organozwavelverbindingen in een aantal groepen verdeeld worden. Onderstaande lijst is geeft ook de volgorde van voorkomen van de verschillende groepen weer:

Typische voorbeelden van organozwavelverbindingen
Allicine, de actieve geurstof van knoflook
R-cysteine, een aminozuur met een thiolgroep
Methionine, een aminozuur met een thio-ether
Difenyldisulfide, een voorbeeld van een disulfide
Dibenzothiofeen, een component uit ruwe aardolie
Perfluoroctaansulfonzuur, een controversiële oppervlakte-actieve stof

### Enkele binding tussen koolstof en zwavel

#### Thio-ethers, thio-esters, thioacetalen
Deze drie groepen verbindingen hebben met elkaar gemeen dat in het molecuul de structuur C–S–C optreedt In vergelijking met de koolstof-koolstofbinding is de koolstof-zwavelbinding ongeveer 10% minder sterk en bovendien, door de grotere afmeting van het zwavelatoom, iets langer. Voorbeelden zijn een bindingslengte van 183 pm van de S-C binding in methaanthiol en 173 pm in thiofeen. De bindingsenergie van de koolstof-zwavelbinding is voor methaanthiol 370 kJ/mol, iets lager dan die voor methaan zelf (420 kJ/mol). Als een van de waterstofatomen door een methylgroep vervangen wordt, daalt de bindingsenergie naar 305 kJ/mol. Ook vergeleken met de koolstof-zuurstofbinding is de koolstof-zwavelbinding zwakker: voor methoxymethaan en methylthiomethaan gelden waarden van respectievelijk 322 en 305 kJ/mol.
De standaardsynthese voor thio-ethers is de alkylering van thiolen. Alternatieven worden gevormd door de Pummerer-omlegging en de Ferrario-reactie. In de laatste wordt een fenylether met elementaire zwavel omgezet in een fenoxathiine onder invloed van aluminiumchloride
In dithioacetalen treedt het structuurelement C–S–C–S–C op, in thioacetalen vindt men C-O-C-S-C. De verbindingen vormen een subgroep binnen de thio-ethers. De thioacetalen worden toegepast in de "umpolung" van de carbonylgroep.
Thio-esters hebben de algemene structuur R–CO–S–R'. Buiten een hogere reactiviteit is deze groep verbindingen vergelijkbaar met de "gewone" zuurstofhoudende esters.
De thiofenen vormen een speciale groep binnen de thio-ethers, omdat het zwavelatoom deel uitmaakt van een aromatische ring. De resonatie-energie voor thiofeen is hoog, 121 kJ/mol, vergeleken met het zuurstof-analogon furaan dat slechts een resonantie-energie heeft van 84 kJ/mol. De hogere elektronegativiteit van zuurstof is de oorzaak: elektronen zijn sterker aan zuurstof gebonden en kunnen minder aan de aromatische ringstroom deelnemen. De lagere elektronegativiteit van zwavel wekt de verwachting dat de thiolgroep in de elektrofiele aromatische substitutie sterker activerend is dan de hydroxylgroep of alkoxygroep, wat niet waar is.

#### Thiolen, disulfiden, polysulfiden
In thiolen vinden we de atoomgroep C-S-H. Structureel zijn de thiolen te vergelijken met alcoholen, chemisch zijn de verschillen tussen beide groepen aanzienlijk. Thiolen zijn betere nucleofielen, sterkere zuren, en ze worden makkelijker geoxideerd. Het verschil in elektronegativiteit tussen zwavel (2,58) en waterstof (2,20) is relatief klein, waardoor waterstofbindingen relatief zwak zijn. Alifatische thiolen vormen monomoleculaire lagen op goud, een belangrijk verschijnsel in de nanotechnologie.
Een aantal aromatische thiolen kan via de Herz-reactie gesynthetiseerd worden..
Disulfiden, met de algemene structuur R–S–S–R', en waarin dus een directe zwavel-zwavelbinding optreedt komen veel voor als crosslinker, in de biochemie bij het vastleggen van de proteïnestructuur, in de techniek treedt de binding op na het vulkaniseren van rubber.
Langere ketens van aan elkaar gekoppelde zwavelatomen zijn ook bekend, zoals het in de natuur gevonden varacine met daarin de ongebruikelijke ringstructuur van een pentathiepine. Varacine is een bicyclische verbinding van een benzeenring en een cyclohepteenring, met in die laatste ring vijf opeenvolgende zwavelatomen.
Voor mono-thiozuurderivaten: zie Thiocarbonzuren en thioamiden

### Dubbele binding tussen koolstof en zwavel
Verbindingen met een dubbele binding tussen koolstof en zwavel zijn tamelijk zeldzaam, maar omvatten ook de commercieel belangrijke stoffen koolstofdisulfide, carbonylsulfide en thiofosgeen.

#### Thioketonen, thioaldehyden
Thioketonen (RC(=S)R') zijn zeldzaam, vooral met twee alkylgroepen. Thiobenzofenon is een voorbeeld van een alkyl-arylthioketon. Thioaldehyden zijn nog zeldzamer, de reactieve koolstof-zwavelbinding wordt in deze verbindingen nog minder sterisch "beschermd" dan in de thioketonen. Thioformaldehyde bestaat alleen als het cyclisch trimeer.

#### Thiocarbonzuren en thioamiden
Zowel de thiocarbonzuren (RC(O)SH)) als de dithiocarbonzuren (RC(S)SH) zijn goed beschreven. Ze zijn structureel vergelijkbaar met de "gewone" carbonzuren, maar zuurder. Thioamiden, met de formule R1C(=S)N(R2)R3 komen vaker voor en worden standaard gesynthetiseerd met behulp van het Lawessons reagens.

#### Yliden
De dubbele koolstof-zwavelbinding treedt ook op in sulfoniumyliden zoals deze in bijvoorbeeld de Johnson-Corey-Chaykovski-reactie voorkomen.

### Drievoudige binding tussen koolstof en zwavel
Zwavel is als derde periode-element in staat zijn valentieschil uit te breiden tot meer dan acht elektronen. Daarnaast is zwavel minder elektronegatief dan zuurstof, waardoor het makkelijker elektronen met andere atomen deelt. Dat neemt niet weg dat de drievoudige binding tussen koolstof en zwavel, waarbij een sulfa-alkyn gevormd wordt, niet veel voorkomt.
Koolstofmonosulfide (C≡S) is net als zijn zuurstof analogon koolstofmonoxide, een verbinding waarin, op grond van kwantummechanische berekeningen, de band tussen de atomen als drievoudig beschreven wordt.
Ook voor de verbindingen F3CCSF3,

F5SCSF3

en HCSOH

wordt de koolstof-zwavelbinding met een formele drievoudige band weergegeven.

### Sulfonzuren en hun verbindingen
Sulfonzuren bezitten de functionele groep RS(=O)2OH. Het zijn sterke zuren die goed oplossen in vrijwel alle standaard organische oplosmiddelen. Een zuur als trifluormethaansulfonzuur wordt regelmatig toegepast in de organische chemie. Sulfonamides vinden hun weg als sulfamedicijnen in de apotheek. Een van de stappen in de bereiding van deze medicijnen is vaak de aromatische sulfonering.

### Sulfuranen en persulfuranen
Sulfuranen zijn zwavelverbindingen waarin vierwaardig zwavel als hypervalent atoom optreedt. De algemene formule van deze verbindingen is SR4. Een voorbeeld van deze groep is bis[2,2,2-trifluoro-1-fenyl-1-(trifluormethyl)ethoxy]diphenylsulfuraan. Op vergelijkbare wijze zijn de persulfuranen hexavalente zwavelverbindingen: SR6. Van de zwaardere leden van de zuurstofgroep zijn verbindingen bekend waarbij alle substituenten via koolstof gekoppeld zijn aan het centrale atoom, zo werd hexamethylpertelluraan (Te(Me)6) in 1990 ontdekt. De synthese verliep via de reactie van tetramethyltelluur met xenondifluoride waarbij Te(Me)2)F2 gevormd wordt. De reactie van deze laatste stof met di-ethylzink levert de hexamethylverbinding. Het zwavelanaloog hexamethylpersulfuraan SMe6 moet op basis van theoretische berekeningen stabiel zijn, maar is nog niet (sept 2011) gesynthetiseerd.
Het eerste persulfuraan met zes koolstofatomen direct aan zwavel gebonden heeft twee methylgroepen en twee 2,2'bifenylgroepen als liganden:
De stof wordt gesynthetiseerd op basis van het overeenkomstige sulfuraan 1. Oxidatie met xenondifluoride / boortrifluoride in acetonitril geeft het dikation 2, waarna reactie met methyllithium in THF leidt tot het (stabiele) persulfuraan 3 in de vorm van het cis-isomeer. Uit het Röntgendiffractiepatroon worden koolstof-zwavelbindingslengten berekend tussen 189 en 193 pm, wat langer is dan de standaard bindingslengte tussen zwavel en koolstof. Rond zwavel is een octaëdrische configuratie aanwezig.
In silico experimenten geven aan dat de binding tussen koolstof en zwavel sterk gepolariseerd is, waarbij koolstof de negatieve pool vormt.

## Natuurlijk voorkomende organozwavelverbindingen
Niet alle organozwavelverbindingen zijn stinkende, milieuverontreinigende stoffen. Allicine en ajoene zijn verantwoordelijk voor de geur van knoflook, en lenthionine vormt een bestanddeel van de geur van shiitake, een eetbare paddenstoelensoort. Veel van de natuurlijk voorkomende organozwavelverbindingen hebben interessante medische eigenschappen, zoals voorkoming van bloedstolling of anti-kankermedicijn.

## Organozwavelverbindingen als milieuverontreiniging
De meeste organozwavelverbindingen die in het milieu voorkomen horen daar gewoon, het gevolg van het feit dat zwavel een essentieel element is voor het leven door de twee aminozuren waarin het voorkomt.
Een aantal zwavelhoudende organische verbindingen komt in het milieu terecht als bijproduct van industriële processen als plasticbereiding of het maken van (auto)banden.
Vooral bij de bereiding van "schone steenkool" (cokes) ten behoeve van de staalindustrie ontstaan naast andere gassen, stinkende zwavelhoudende verbindingen.
PBM's en organozwavelverbindingen
Persoonlijke Beschermingsmiddelen (PBM's) voor organische verbindingen die zwavel bevatten zullen in MSDS-fiches vaak veiligheidshandschoenen van het type EN ISO 374-1: 2016 voorschrijven met de letter "E "onder het symbool van de stomende reageerbuis. de letter "E" verwijst naar de stof koolstofdisulfide en gelijkaardige organische verbindingen die zwavel bevatten. 

### Organozwavelverbindingen in fossiele brandstoffen
Stinkende verbindingen ontstaan zowel bij de bovengenoemde cokesbereiding als bij andere chemische bewerkingen van kolen en ook olie, als deze worden verwerkt tot de uitgangsstoffen voor plastics, farmaceutische producten of de overal noodzakelijke benzine, diesel en andere brandstoffen.
Een algemene beschrijving van organozwavelverbindingen is die van stinkende verontreinigingen die verwijderd moeten worden uit aardgas voordat het verbrand wordt, of uit uitlaatgassen voordat deze in de buitenlucht worden geloosd. In deze laatste context kunnen de organozwavelverbindingen als een van de voornaamste bronnen van zure regen worden aangewezen, zeker in het verleden.

## Navigatie
Navigatie Koolstof-elementbinding